# Joe Ward (boxe anglaise)
Joe Ward est un boxeur irlandais né le 30 octobre 1993.

## Carrière
Sa carrière amateur est principalement marquée par deux médailles d'argent remportées aux championnats du monde de 2015 et de 2017 dans la catégorie des poids mi-lourds ainsi que par trois titres de champion d'Europe en 2011, 2015 et 2017.

## Palmarès

### Championnats du monde
- Médaille d'argent en -81 kg en 2017 à Hambourg, Allemagne
- Médaille d'argent en -81 kg en 2015 à Doha, Qatar
- Médaille de bronze en -81 kg en 2013 à Almaty, Kazakhstan

### Championnats d'Europe
- Médaille d'or en -81 kg en 2017 à Kharkiv, Ukraine
- Médaille d'or en -81 kg en 2015 à Samokov, Bulgarie
- Médaille d'or en -81 kg en 2011 à Ankara, Turquie

## Référence
1. ↑  (en) Résultats des championnats du monde de boxe amateur 2017 (amateur-boxing.strefa.pl)